# 河西郡
河西郡（日语：／ Kasai gun */?）為日本北海道十勝綜合振興局的郡，位於十勝綜合振興局西部。

## 轄區
轄區包含1町2村：
- 芽室町
- 中札內村
- 更別村

## 沿革

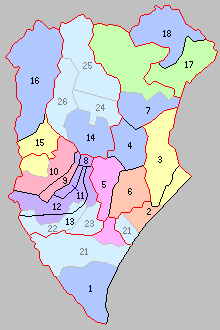
北海道一・二級町村制施行時河西郡下辖町村（8.带广町 9.伏古村 10.芽室村 11.上带广村 12.买卖村 13.幸震村 紫：带广市 赤：芽室町 左黄：上川郡清水町 水色：分立現存町村 22.中札内村 23.更別村）

- 1869年8月15日：北海道設置11國86郡，十勝國河西郡成立。
- 1897年11月：北海道實施支廳制，十勝國河西郡隸屬河西支廳之管轄，此時河西郡下轄下帶廣村、荊苟村、伏古村、芽室村、美生村、羽帶村、上帶廣村、賣買村、迫別村、鵺抜村、戶蔦村、幸震村。[1]（12村）
- 1902年4月1日：（1町7村）
  - 下帶廣村、荊苟村合併為帶廣町，並成為北海道二級町。[2]
  - 伏古村成為北海道二級村。
  - 上帶廣村成為北海道二級村。
  - 賣買村、迫別村、鵺抜村、戶蔦村合併為賣買村，並成為北海道二級村。
  - 幸震村成為北海道二級村。
- 1906年4月1日：芽室村、美生村、羽帶村與河東郡美蔓村、西士狩村合併為河西郡芽室村。（1町5村）
- 1915年4月1日：（1町2村）
  - 伏古村被廢除，轄區被分割成兩部份，一部分併入芽室村，其餘部分被併入帶廣町。
  - 帶廣町成為北海道一級町。
  - 上帶廣村、賣買村、幸震村合併為大正村，為北海道二級村。
- 1919年4月1日：芽室村成為北海道一級村。
- 1920年9月：上川郡人舞村的部份區域被併入芽室村。
- 1921年4月1日：芽室村的舊羽帶村和部分舊芽室村區域分割另設置為御影村，並成為北海道二級村。（1町3村）
- 1924年2月1日：大正村的舊上帶廣村和部份舊賣買村的區域分割另設置為川西村，並成為北海道二級村。（1町4村）
- 1924年4月1日：川西村成為北海道一級村。
- 1926年4月：中川郡幕別村的部份區域被併入大正村。
- 1933年4月1日：帶廣町改制為帶廣市，並脫離河西郡之管轄。（4村）
- 1942年5月1日：芽室村改制為芽室町。（1町3村）
- 1943年6月1日：北海道一級二級町村制廢止。
- 1946年10月5日：指定町村制廢止。
- 1947年9月1日：更別村和中札內村從大正村分割獨立設置。[3][4]（1町5村）
- 1948年4月1日：中川郡幕別町的部份區域被併入大正村和更別村。
- 1956年9月30日：御影村被併入上川郡清水町。（1町4村）
- 1957年4月1日：川西村和大正村被併入帶廣市。（1町2村）
- 1958年4月1日：上川郡清水町上芽室地區的100戶被併入芽室町。